# Salut pública
La salut pública és l'organització i direcció dels esforços col·lectius destinats a protegir, promoure i restaurar la salut dels habitants d'una comunitat. La salut pública és responsabilitat dels governs, als qui correspon l'organització de totes les activitats comunitàries que directament o indirectament contribueixen a la salut de la població. Una d'aquestes activitats, per exemple, és la que duu a terme la medicina en els seus dos vessants, el preventiu i l'assistencial.
La salut pública obté els seus coneixements de pràcticament totes les ciències. La seva activitat és multidisciplinària, eminentment social, i té per objectiu la salut de la població.

## Funcions de la salut pública
Les competències de la salut pública són totes aquelles activitats dirigides a millorar la salut de la comunitat. Algunes d'elles són:
1. Seguiment, avaluació i anàlisi de la situació de salut de la comunitat
2. Vigilància de la salut pública, investigació, control de riscos i possibles danys a la salut pública.
3. Promoció de la salut
4. Participació de la comunitat en temes de salut
5. Desenvolupament de polítiques i capacitats institucionals de planificació i gestió en matèria de salut pública.
6. Avaluació i promoció de l'accés equitatiu als serveis de salut per part de la comunitat
7. Desenvolupament de recursos humans i capacitació en salut pública
8. Investigació en salut pública
9. Reducció de l'impacte de les emergències i desastres en la salut[4]
10. Revisió dels diagnòstics mèdics

## Activitats de la salut pública

### Protecció de la salut
Són activitats de salut pública dirigides al control sanitari del medi ambient en el seu sentit més ampli, amb el control de la contaminació del sòl, aigua, aire i dels aliments. A més s'inclou la seguretat en el treball i en el transport.
La protecció de la salut, és un dels pilars de la salut pública junt amb la prevenció i la promoció de la salut. S'entén com el conjunt d'actuacions, prestacions i serveis de les administracions sanitàries destinades a garantir la innocuïtat i salubritat dels productes alimentaris (salut alimentària) i a preservar la salut de la població davant els agents físics, químics i biològics presents en el medi (salut ambiental). Actualment, els professionals que es dediquen a aquest camp són un col·lectiu multidisciplinari dins del qual es destaca especialment al col·lectiu de farmacèutics i veterinaris i microbiòlegs. Les Guies de Pràctiques Correctes d'Higiene (GPCH) són elaborades pels diferents sectors alimentaris de manera voluntària, a través de les associacions que els representen, i validades per l'Autoritat Competent.

### Promoció de la salut
La promoció de la salut és el conjunt d'actuacions, prestacions i serveis destinats a fomentar la salut individual i col·lectiva i a impulsar l'adopció d'estils de vida saludables per mitjà de les intervencions adequades en matèria d'informació, comunicació i educació sanitàries.
Són activitats que intenten fomentar la salut dels individus i col·lectivitats, promovent l'adopció d'estils de vida saludables, mitjançant intervencions d'educació sanitària a través de mitjans de comunicació de masses, a les escoles i en atenció primària.

### Prevenció de la malaltia
La prevenció primària evita l'aparició de la malaltia a persones sanes. Es basa en intervencions com: vacunació, eliminació de riscos ambientals, canvis d'estil de vida, etc. En segon lloc, la prevenció secundària és aquella que està destinada a detectar i fer un diagnòstic precoç de la malaltia per poder dur a terme intervencions i activitats per millorar l'estat de salut de la persona.

### Millora de l'estat de salut
Consisteix en totes les activitats que es realitzen per a recuperar la salut en cas de la seva pèrdua, que són responsabilitat dels serveis d'assistència sanitària que despleguen les seves activitats en dos nivells: atenció primària i atenció hospitalària.
Hi ha activitats organitzades per la comunitat que influeixen sobre la salut com són:
1. L'educació: L'ensenyament general bàsic ha de ser gratuïta a tota la població.
2. Política econòmica: Producció agrícola i ramadera (d'aliments), de béns i serveis, d'ocupació i de salaris.
3. Política d'habitatge, urbanisme i obres públiques.
4. Justícia social: D'impostos, de Seguretat Social i de serveis de benestar i recreatius o d'oci.

## Els determinants de la salut
Els determinants de salut són un punt clau per poder aconseguir un bon estat de salut de la comunitat, és a dir, aconseguir els objectius de la salut pública.
Marc Lalonde va definir quatre determinants de la salut, aquests són: estil de vida, biologia humana, sistema sanitari i medi ambient.

### Hàbits o comportaments
És un dels determinants que més influeix en la salut i és modificable mitjançant activitats de promoció de la salut o prevenció primària. Alguns aspectes relacionats amb hàbits o comportaments de salut amb major influència en la salut en l'entorn eurpoeu són el tabaquisme, l'abús de l'alcohol, seguir una dieta inadequada, no fer exercici físic... Evidentment, no depenen sols de la tria personal: tenen importants condicionants externs, com mostra la baixada del tabaquisme els darrers anys a mesura que s'han adoptat mesures reguladores per no afavorir-lo.

### Biologia humana
Aquest determinant es refereix a l'herència genètica que no acostuma a ésser modificable actualment amb la tecnologia mèdica disponible o per condicionants bioètics de la enginyeria genètica en persones.

### Sistema sanitari
És el determinant de salut que potser influeix menys en la salut i, tanmateix, és el determinant de salut que més recursos econòmics rep per tenir cura de la salut de la població, almenys als països desenvolupats.

### Medi ambient
Contaminació de l'aire, de l'aigua, del terra i del medi ambient psicosocial i sociocultural per factors de naturalesa.
- Biològica (bacteris, virus, fongs, etc.)
- Física (radiacions, fums, rebuigs, etc.)
- Química (hidrocarburs, plom, plaguicides, etc.)
- Psicosocial i sociocultural (dependències, violències, estrès, competitivitat, etc.)

Els requisits per a la salut descrits a la Carta d'Ottawa són: la pau, l'educació, el vestit, el menjar, l'habitatge, un ecosistema estable, la justícia social i l'equitat.

## Història de la salut pública
La salut pública com a disciplina organitzada sols té poc més d'un segle d'existència, però manifestacions de l'instint de conservació de la salut dels pobles existeix des dels començaments de la història de la humanitat. No obstant la inclusió de la restauració de la salut és una adquisició relativament recent.
- Els egipcis, segons Heròdot, eren el més higiènic dels pobles. Practicaven la higiene personal, coneixien gran nombre de fórmules farmacèutiques, construïen dipòsits d'argila per a les aigües de beguda i canals de desaigüe per a les aigües residuals.[12]
- Els hebreus van portar encara més lluny les pràctiques higièniques, en incloure-les en la llei mosaica, considerada com el primer codi d'higiene escrit, el Levític datada en 1500 anys aC. En aquest codi es descriu com ha de ser la neteja personal, les latrines, la higiene de la maternitat, la higiene dels aliments, la protecció de l'aigua…[13]
- La civilització grega presta més atenció a la neteja personal, a l'exercici físic i a les dietes alimentàries que als problemes del sanejament del medi.[14]
- L'Imperi Romà és famós per les seues activitats als camps de la higiene personal amb la construcció de banys públics i de l'enginyeria sanitària amb la construcció d'aqüeductes.[15]Cartell de prohibició d'orinar i defecar a la via pública

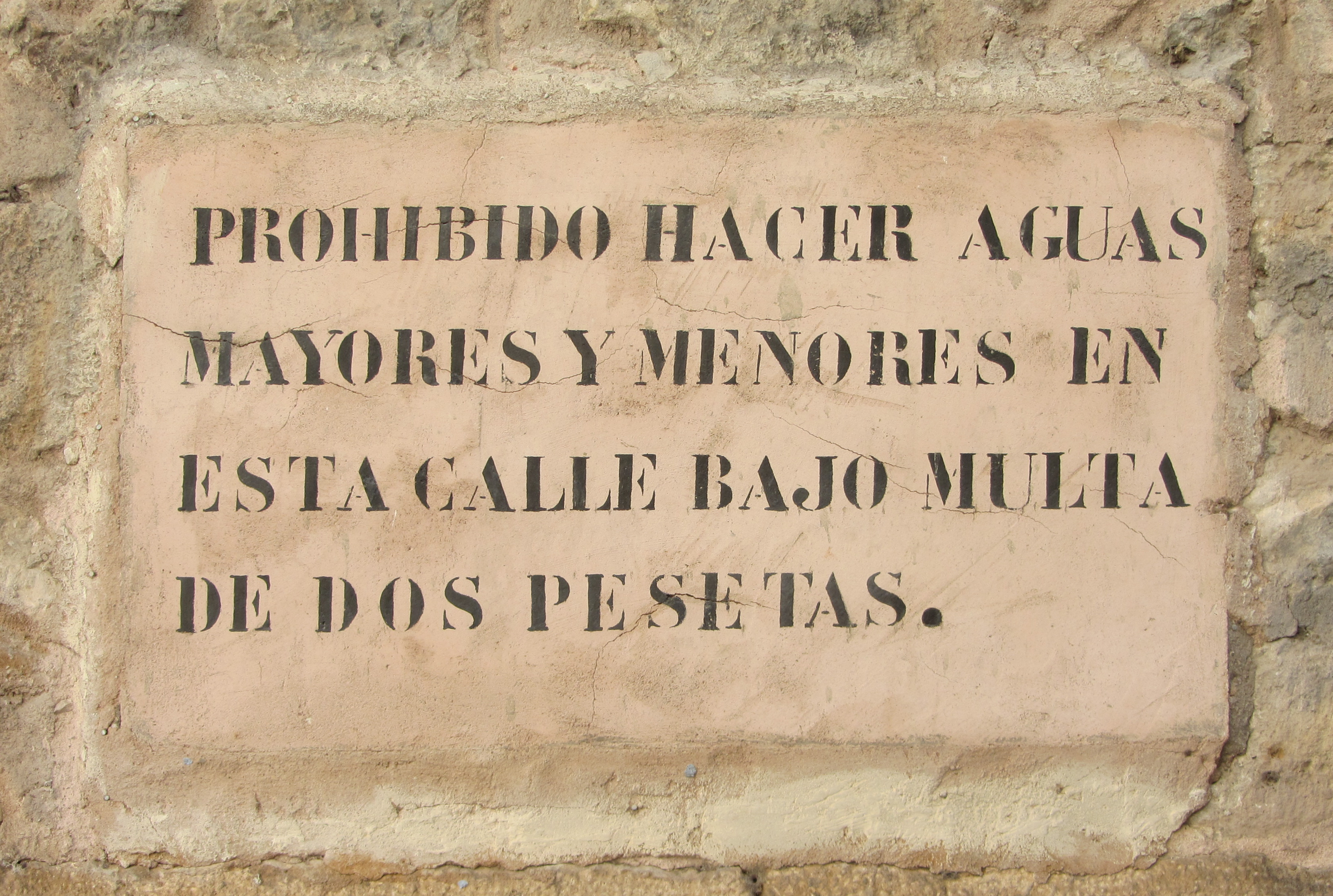
Cartell de prohibició d'orinar i defecar a la via pública

- A Amèrica, la civilització Tehotihuacana va comptar amb grans obres que li permetien portar aigua neta a la ciutat, així com de desfer-se d'aigua bruta, El mateix succeeix en la cultura asteca. Aquesta última es crea en illots dins d'un gran llac, per la qual cosa desenvolupa diverses mesures per a evitar la seua contaminació. Es diu que els asteques van aprendre a viure amb el llac, mentre que els conquistadors espanyols, van voler viure contra el llac havent de patir constants inundacions (algunes que van durar anys) i van fer del vell i net Tenochtitlán una de les ciutats més brutes del món.
- En l'edat mitjana, presidida pel cristianisme, es va produir una reacció contrària a tot el que recordava a l'Imperi Romà i al paganisme. El menyspreu del mundà i la «mortificació de la carn» van passar a ser les normes preferides de conducta, per la qual cosa el descuit de la higiene personal i del sanejament públic va arribar fins a tal punt que junt amb els moviments migratoris bèl·lics i els baixos nivells socioeconòmics, es van produir les grans epidèmies de la humanitat. La lepra es va aconseguir erradicar d'Europa amb la marginació i l'extermini dels leprosos. Pel que fa a la pesta bubònica es van establir mesures de quarantena als ports marítims i cordons sanitaris en terra.
- En el segle xix va haver-hi un desenvolupament considerable de la Salut Pública a Europa i als Estats Units. A Anglaterra Edwin Chadwick va impulsar les Lleis de Salut Pública que preveien un conjunt de mesures per a la sanitat, sobretot a les ciutats industrials. Amb aqueixes mesures es va aconseguir reduir la mortalitat per algunes de les malalties infeccioses que assetjaven a la població treballadora que vivia en pèssimes condicions i d'insalubritat. Destaquen també els treballs de W. Farr, qui en polèmica amb Chadwick assenyalava que les condicions de salut dels treballadors es devien a l'excés de treball que els matava d'inanició. A Alemanya Rudolf Virchow, un gran patòleg de l'època, a l'abric de les revolucions de 1848 assenyalava que «la política és medicina en gran escala», mostrant amb això que les transformacions sociopolítiques podien generar millors condicions per als treballadors i amb això s'aconseguiria millorar la situació de salut. El govern del Regne Unit de Lord John Russell va fundar una junta nacional de salut pública en 1848.[16] A Catalunya destaca la influència de Pere Felip Monlau i d'Ildefons Cerdà, així com la creació del Laboratori Municipal de Barcelona i de l'Institut d'Higiene Pràctica.[17]
- A mitjan segle xix quasi tots els metges sostenien que les malalties es produïen per brutícies de les quals emanaven miasmes que portaven la malaltia a les persones. Un altre grup de metges, els contagiacionistes, sostenien que la malaltia passava d'una persona malalta a altres sanes per contagi de possibles microorganismes. Els treballs de Robert Koch (postulats de Koch) van acabar donant la raó als segons i es va obrir una època de «caçadors de microbis». Temporalment l'atenció es va centrar en microorganismes específics i la salut pública dirigida a combatre les brutícies (aigua potable, drenatges, reglamentació d'enterraments i rastres, etc.) passà a segon pla, per a ressorgir de forma més madura (tenint en compte els microorganismes) durant el segle xx.